# 라스트 싱어
《라스트 싱어 : 여왕의 전쟁》는 대한민국의 MBN에서 방송된 예능 프로그램이다.

## 방송 시간
| 방송 채널 | 방송 기간                        | 방송 시간                    | 비고  |
| --------- | -------------------------------- | ---------------------------- | ----- |
| MBN       | 2020년 3월 19일                  | 매주 목요일 밤 10:40 ~ 12:50 | 4부작 |
| MBN       | 2020년 3월 26일 ~ 2020년 4월 2일 | 매주 목요일 밤 9:30 ~ 11:30  | 4부작 |
| MBN       | 2020년 4월 9일                   | 매주 목요일 밤 9:30 ~ 12:00  | 4부작 |

## 진행자
- 김승우

## 심사위원
- 이자연
- 양수경
- 주영훈
- 홍록기
- 채연
- 박애리
- 김원효
- 변기수
- 돈 스파이크
- 유권

## 참가자
다음과 같이 참가자 이름 순서로 정한다.
| 이름       | 1라운드     | 2라운드 | 3라운드 | 비고 |
| ---------- | ----------- | ------- | ------- | ---- |
| 정수연     | 진출        | 탈락    |         |      |
| 조엘라     | 와일드 진출 | 진출    | 5위     |      |
| 최연화     | 진출        | 탈락    |         |      |
| 장한이     | 진출        | 진출    | 우승    |      |
| 이도희     | 진출        | 진출    | 4위     |      |
| 최성은     | 진출        | 탈락    |         |      |
| 주설옥     | 진출        | 탈락    |         |      |
| 이미리     | 진출        | 탈락    |         |      |
| 야부제니린 | 탈락        |         |         |      |
| 안소정     | 진출        | 탈락    |         |      |
| 김루아     | 탈락        |         |         |      |
| 김세미     | 탈락        |         |         |      |
| 차은성     | 탈락        |         |         |      |
| 성은       | 진출        | 탈락    |         |      |
| 소유미     | 진출        | 탈락    |         |      |
| 장하온     | 와일드 진출 | 탈락    |         |      |
| 한담희     | 진출        | 탈락    |         |      |
| 장서영     | 진출        | 탈락    |         |      |
| 이주리     | 진출        | 탈락    |         |      |
| 박민주     | 진출        | 탈락    |         |      |
| 김의영     | 진출        | 진출    | 3위     |      |
| 지원이     | 진출        | 진출    | 준우승  |      |

## 에피소드 목록

### 1라운드 경연
- 조은새 - 보고싶은 얼굴 (올크라운)
- 정수연 - 당돌한 여자 (올크라운)
- 성은 - 라틴 댄서 (올크라운)
- 야부제니린 - 사랑 참 (7크라운)
- 박민주 - 강원도 아리랑 (올크라운)
- 소유미 - 첫사랑 (올크라운)
- 안소정 - 어매 (9크라운)
- 김의영 - 추억의 소야곡 (올크라운)
- 김세미 - 사랑아 (6크라운)
- 장서영 - 라구요 (8크라운)
- 최성은 - 동백아가씨 (8크라운)
- 조엘라 - 사모곡 (7크라운)

- 최연화 - 날 버린 남자 (올크라운)
- 지원이 - 베사메무쵸 (올크라운)
- 장한이 - 애모 (올크라운)
- 장하온 - 삐에로는 우릴 보고 웃지 (7크라운)
- 이미리 - 열두줄 (올크라운)
- 김양 - 여러분 (올크라운)
  - 초대 가수 : 홍진영 - 사랑의 배터리
- 이도희 - 흙에 살리라 (8크라운)
- 주설옥 - 갈색추억 (8크라운)
- 차은성 - 칠갑산 (7크라운)
- 김루아 - 낭만에 대하여 (7크라운)
- 한담희 - 천상재희 (8크라운)
- 이주리 - 우연히 (9크라운)
  - 와일드 카드 : 조엘라, 장하온

### 2라운드 경연 - 왕좌쟁탈전
사생결단조
- 소유미 - 눈물의 블루스 (707점)
- 이미리 - 왜 돌아보요 (695점)
- 지원이 - 누구없소 (754점)
- 최연화 - 월량대표아적심 (744점)

무대 찢고 보이스조
- 김의영 - 정말 좋았네 (754점)
- 주설옥 - 창밖의 여자 (750점)
- 정수연 - 사랑 (747점)
- 성은 - 불티 (747점)

막강불사조
- 조은새 - 사랑은 무죄다 (745점)
- 장서영 - 밤이면 밤마다 (747점)
- 조엘라 - 날개 (767점)
- 박민주 - 부초 같은 인생 (744점)

소울끝판왕
- 김양 - 물들어 (750점)
- 이도희 - 미안 미안해 (782점)
- 이주리 - 편지 (755점)
- 최성은 - 그때 그 사람 (775점)

음식미녀
- 장한이 - 가시나무 (783점)
- 한담희 - 화려한 싱글 (720점)
- 장하온 - SHOW (717점)
- 안소정 - 비정 (747점)

### 최종 라운드 경연 - 즉석 선곡 대결
- 조엘라 - 영영 (758점)
- 김의영 - 사랑밖엔 난 몰라 (768점)
- 장한이 - 님은 먼 곳에 (779점)
- 지원이 - 장녹수 (774점)
- 이도희 - 고래사냥 (766점)

## 순위
| 순위        | 이름             | 예명               | 소속사                                                     | 소속그룹                           |
| ----------- | ---------------- | ------------------ | ---------------------------------------------------------- | ---------------------------------- |
| 1위         | 장한이           | 하니               | 로이, 브리딩, 前YG, 前아이빅, 前요즘크리에이티브           | 장한이밴드, 前프리스타일           |
| Top5(2위)   | 함지원, 前함수경 | 지원이, 前지원     | 前젤러스, 前하이스타                                       | 前오로라                           |
| Top5(3위)   | 김의영, 前김빛나 | 前김보미           | 드림비, 린브랜딩                                           |                                    |
| Top5(4위)   | 이도희           | 前예도희           | 로이, 前제이메이트                                         |                                    |
| Top5(5위)   | 조현지           | 조엘라             | 로이                                                       |                                    |
| Top20(6위)  | 최성은           |                    | 로이, 前makemymusic, 前로코뮤직                            |                                    |
| Top20(7위)  | 이주리           | 주리, 前이아시     | 마부컴퍼니, 애드나인, 드림티, 前케미컬레코드, 前프로페셔널 | 판타모니, 주비스, 前사랑의자격PJ.1 |
| Top20(8위)  | 김대진           | 김양               | 우노에프엠                                                 |                                    |
| Top20(8위)  | 주설옥           |                    | 로이, 前Tenny스튜디오                                      |                                    |
| Top20(10위) | 박성은           | 성은               | 前바나나컬쳐                                               |                                    |
| Top20(10위) | 김다영           | 안소정             | 로이                                                       |                                    |
| Top20(10위) | 김서영           | 장서영             | EuReKa, 前54                                               |                                    |
| Top20(10위) | 정수연           | 前레아             | 로이, 前울트라슈퍼에이                                     | 前울랄라크루                       |
| Top20(14위) | 조혜경           | 조은새             | D, 前윈섬                                                  | 前파파야                           |
| Top20(15위) | 박민주           |                    | 지웅, 前매니지먼트율                                       | 영텐, 前국립부산국악원성악단       |
| Top20(15위) | 최연화           | 前하보미, 前최연아 | 로이, 前소리제작소                                         |                                    |
| Top20(17위) | 구혜연           | 한담희             | 빅포                                                       | 前D-밴드                           |
| Top20(18위) | 장유진           | 장하온, 前리안     | 리안, 前스타프로                                           | 前투란                             |
| Top20(19위) | 소유미           | 前유미             | 윈, 써밋스타, 前NAP, 前D.O, 前위닝인사이트엠, 前미디어라인 | 前VNT, 前비바걸스, 前키스&크라이   |
| Top20(20위) | 이미리           |                    | 로이, 소설                                                 |                                    |
| Top24(21위) | Yabu Jennelyn    | 야부제니린         | 로이                                                       |                                    |
| Top24(21위) | 김루아           |                    | 로이, 前킹메이커                                           |                                    |
| Top24(21위) | 임수빈           | 차은성, 前수빈     | 애드테인먼트, 前하하, 前빅터                               | 前거북이, 前에스프레소             |
| Top24(24위) | 김세미           |                    | 로이                                                       |                                    |

## 시청률
최저 시청률과 최고 시청률은 시청률 조사회사와 지역별로 시청률에 차이가 있을 수 있습니다.
| 회차 | 방송일   | 시청률         |
| 회차 | 방송일   | AGB 닐슨(전국) |
| ---- | -------- | -------------- |
| 1회  | 3월 19일 | 1.826%         |
| 2회  | 3월 26일 | 3.060%         |
| 3회  | 4월 2일  | 2.771%         |
| 4회  | 4월 9일  | 2.894%         |

## 제작진
- 기획 : 박태호CP, 박효석
- 연출 : 박태호, 윤세영, 김영도, 김우진, 김인지, 주희진, 김선준, 조은서, 이유나
- 작가 : 최은경, 유연서, 심유희, 김샛별, 원하연, 이화경, 김서린, 이가영

## 같이 보기
- 보이스퀸
- 트로트퀸
- 내일은 미스트롯
- 내일은 미스트롯 2
- 내일은 미스터트롯
- 나는 트로트 가수다
- 트롯신이 떴다